# Javed Hashmi

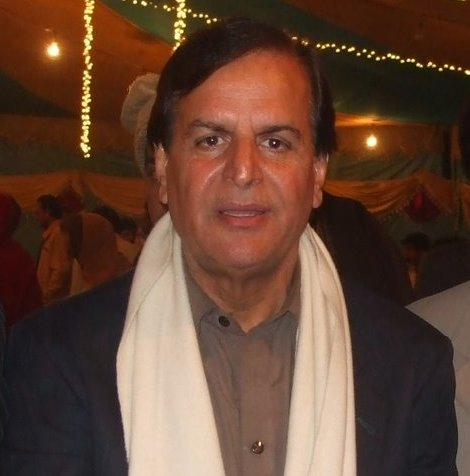
Javed Hashmi (2009)

Makhdoom Muhammad Javed Hashmi (Urdu مخدوم محمد جاوید ہاشمی; * 1. Januar 1948 in Multan (nach anderen Angaben: Lahore), Punjab) ist ein pakistanischer Politiker der Muslimliga, der Pakistan Muslim League (N) (PML-N) sowie der Pakistan Tehreek-e-Insaf (PTI), der mehrmals Minister war.

## Leben
Javed Hashmi begann nach dem Schulbesuch 1968 ein Studium der Politikwissenschaften zunächst am Government Emerson College, von dem er aber 1970 an die University of the Punjab wechselte. Er schloss dieses Studium mit einem Bachelor of Science (B.Sc.) sowie einem Master of Science (M.Sc.) ab. Ein weiteres postgraduales Studium der Philosophie an der University of the Punjab beendete er mit einem Master in Philosophie. Während des Studiums wurde er 1972 Vorsitzender der Studentenorganisation Islami Jamiat-e-Talaba. Während des Militärregimes von Staatspräsident Mohammed Zia-ul-Haq fungierte er zwischen 1978 und 1979 als Staatsminister im Ministerium für Jugend und Studentenangelegenheiten. 1985 trat er der Muslimliga als Mitglied bei und wurde für diese bei der Parlamentswahl am 25. und 28. Februar 1985 im Wahlkreis Multan-II erstmals zum Mitglied der Nationalversammlung gewählt. 1988 verließ er die Muslimliga und trat der Pakistan Muslim League (J) (PML-J) bei. Für die PML-J wurde er bei der Parlamentswahl am 15. November 1988 wiederum zum Mitglied der Nationalversammlung gewählt und am 24. Oktober 1990 wiedergewählt, so dass er der Nationalversammlung bis zur Parlamentswahl am 6. Oktober 1993 angehörte. In dieser Zeit wechselte er zu der 1993 von Nawaz Sharif gegründeten Pakistan Muslim League (N) (PML-N) und fungierte im wiedereingesetzten ersten Kabinett von Premierminister Nawaz Sharif vom 26. Mai bis zum 18. Juli 1993 als Staatsminister im Ministerium für Jugend und Sport.
Bei der Parlamentswahl am 3. Februar 1997 wurde am Hashmi erneut im Wahlkreis Multan II zum Mitglied der Nationalversammlung. Im zweiten Kabinett von Premierminister Nawaz Sharif bekleidete er daraufhin zwischen dem 17. Februar 1997 und dem 12. Oktober 1999 die Posten als Gesundheitsminister sowie als Minister für Umwelt und Naturschutz. Als Nachfolger von Kulsoom Nawaz übernahm er am 10. Oktober 2002 den Posten als Präsident der Pakistan Muslim League (N) und hatte diese bis 2005 inne, woraufhin Chaudhary Nisar Ali Khan seine Nachfolge antrat. Zuvor wurde er am 12. April 2004 zu 23 Jahren Gefängnis verurteilt, weil er zur Meuterei beim Militär, Fälschung und Diffamierung angestiftet hatte. Im Dezember 2004 wurde er Mitglied der Pakistan Tehreek-e-Insaf (PTI). Am 3. August 2007 gewährte ihm eine dreiköpfige Kammer des Obersten Gerichtshofs Pakistans unter dem Obersten Richter Iftikhar Chaudhry die Entlassung gegen Kaution, nachdem er dreieinhalb Jahre im Gefängnis verbracht hatte. Er kandidierte daraufhin für die bei der Parlamentswahl am 18. Februar 2008 in den drei Wahlkreisen Multan, Rawalpindi sowie Lahore und wurde in allen drei Wahlkreis gewählt. Überraschenderweise verweigerte er jedoch seinen Amtseid, so dass er sein Mandat als Mitglied der Nationalversammlung nicht antraten konnte. Er fungierte zwischen dem 19. März 2012 und dem 23. September 2014 in der neugeschaffenen und dann wieder aufgelösten Funktion als Präsident der Pakistan Tehreek-e-Insaf.
Bei der Parlamentswahl am 11. Mai 2013 wurde Hashmi sowohl im Wahlkreis Islamabad als auch im Wahlkreis Multan für die PTI zum Mitglied der Nationalversammlung gewählt. Es kam jedoch bald darauf zu Meinungsverschiedenheiten zwischen ihm und dem Vorsitzenden der PTI Imran Khan über die Proteste und Sitzstreiks in Islamabad gegen die angebliche Manipulation bei den diesen Parlamentswahlen. Am 5. Juni 2013 kandidierte er in der Nationalversammlung für das Amt des Premierministers. Diese wählte allerdings mit 244 Stimmen Nawaz Sharif zum Premierminister, während auf den Kandidaten der Pakistanischen Volkspartei (PPP) Makhdoom Amin Fahim 42 Stimmen und auf ihn lediglich 31 Stimmen entfielen. Am 31. August 2014 schien Javed Hashmi von einigen Entscheidungen von Imran Khan sichtlich irritiert zu sein, verließ die Partei und trat aus der Nationalversammlung aus. Sein Rücktritt wurde akzeptiert, woraufhin eine Nachwahl im Wahlkreis Multan II NA-149 abgehalten wurde. Er kandidierte bei dieser Nachwahl als Parteiloser, unterlag aber dem ebenfalls parteilosen, allerdings von der PTI unterstützten Kandidaten Amir Dogar. Nach der Beilegung der Streitigkeiten mit Nawaz Sharif wurde er 2018 wieder Mitglied der Pakistan Muslim League (N).